# Dicrurus montanus
El drongo de Célebes (Dicrurus montanus) es una especie de ave paseriforme de la familia Dicruridae.

## Distribución y hábitat
Es endémica de Célebes en Indonesia. Sus hábitats naturales son los bosques bajos húmedos subtropicales o tropicales y los bosques montanos húmedos subtropicales o tropicales.